# Henryk Budzicz
Henryk Budzicz (Olsztyn, 11 de junio de 1953) es un deportista polaco que compitió en piragüismo en la modalidad de aguas tranquilas.
Ganó tres medallas en el Campeonato Mundial de Piragüismo, en los años 1977 y 1978. Participó en los Juegos Olímpicos de Montreal 1976, donde finalizó quinto en la prueba de K4 1000 m.

## Palmarés internacional
| Campeonato Mundial | Campeonato Mundial    | Campeonato Mundial | Campeonato Mundial |
| Año                | Lugar                 | Medalla            | Competición        |
| ------------------ | --------------------- | ------------------ | ------------------ |
| 1977               | Sofía (Bulgaria)      | Medalla de oro     | K4 500 m           |
| 1977               | Sofía (Bulgaria)      | Medalla de oro     | K4 1000 m          |
| 1978               | Belgrado (Yugoslavia) | Medalla de bronce  | K4 500 m           |